# Paris Open 1998 - Qualificazioni doppio
Le qualificazioni del doppio  del Paris Open 1998 sono state un torneo di tennis preliminare per accedere alla fase finale della manifestazione. I vincitori dell'ultimo turno sono entrati di diritto nel tabellone principale. In caso di ritiro di uno o più giocatori aventi diritto a questi sono subentrati i lucky loser, ossia i giocatori che hanno perso nell'ultimo turno ma che avevano una classifica più alta rispetto agli altri partecipanti che avevano comunque perso nel turno finale.
Le qualificazioni del doppio del torneo Paris Open 1998 prevedevano 4 coppie partecipanti di cui una è entrata nel tabellone principale.

## Teste di serie
1. Wayne Ferreira /  Andrew Kratzmann (primo turno)

1. Chris Haggard /  Peter Nyborg (ultimo turno)

## Qualificati
1. Nicolas Kiefer  /   David Prinosil

## Tabellone

### Legenda
| - Q = Qualificato - WC = Wild card - LL = Lucky loser | - ALT = Alternate - SE = Special Exempt - PR = Protected Ranking | - w/o = Walkover - r = Ritirato - d = Squalificato |

|  | Primo turno | Primo turno                     | Primo turno                     | Primo turno | Primo turno |  |  | Ultimo turno | Ultimo turno                  | Ultimo turno                  | Ultimo turno | Ultimo turno |  |
|  |             |                                 |                                 |             |             |  |  |              |                               |                               |              |              |  |
|  |             | Nicolas Kiefer David Prinosil   | Nicolas Kiefer David Prinosil   | 6           | 6           |  |  |              |                               |                               |              |              |  |
|  | 1           | Wayne Ferreira Andrew Kratzmann | Wayne Ferreira Andrew Kratzmann | 1           | 3           |  |  |              | Nicolas Kiefer David Prinosil | Nicolas Kiefer David Prinosil | 6            | 7            |  |
|  | 2           | Chris Haggard Peter Nyborg      | Chris Haggard Peter Nyborg      | 6           | 6           |  |  | 2            | Chris Haggard Peter Nyborg    | Chris Haggard Peter Nyborg    | 1            | 6            |  |
|  |             | Mark Keil Jeff Tarango          | Mark Keil Jeff Tarango          | 4           | 4           |  |  |              |                               |                               |              |              |  |